# Aleksander Lisowski (wojskowy)

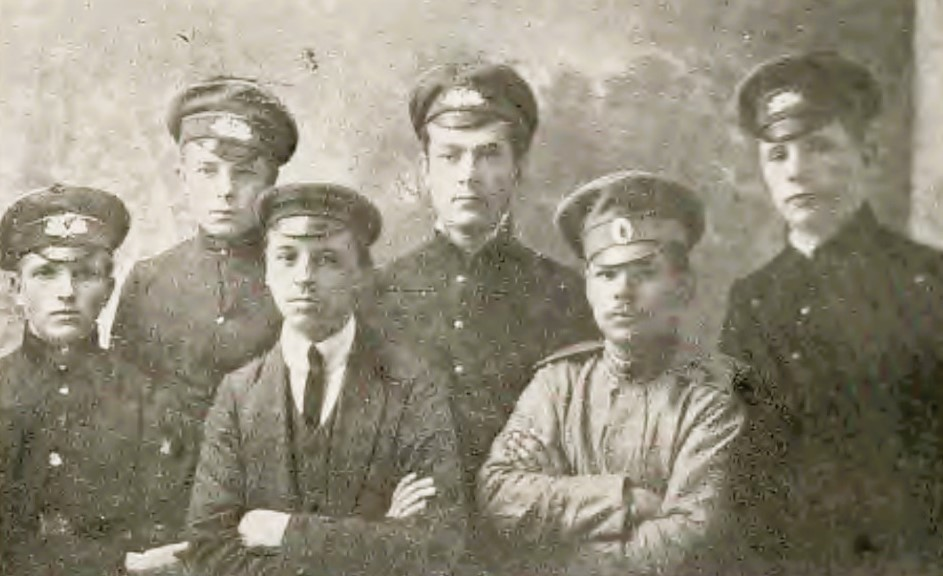
Uczniowie I gimnazjum rosyjskiego w Żytomierzu. Aleksander Lisowski (trzeci od prawej).

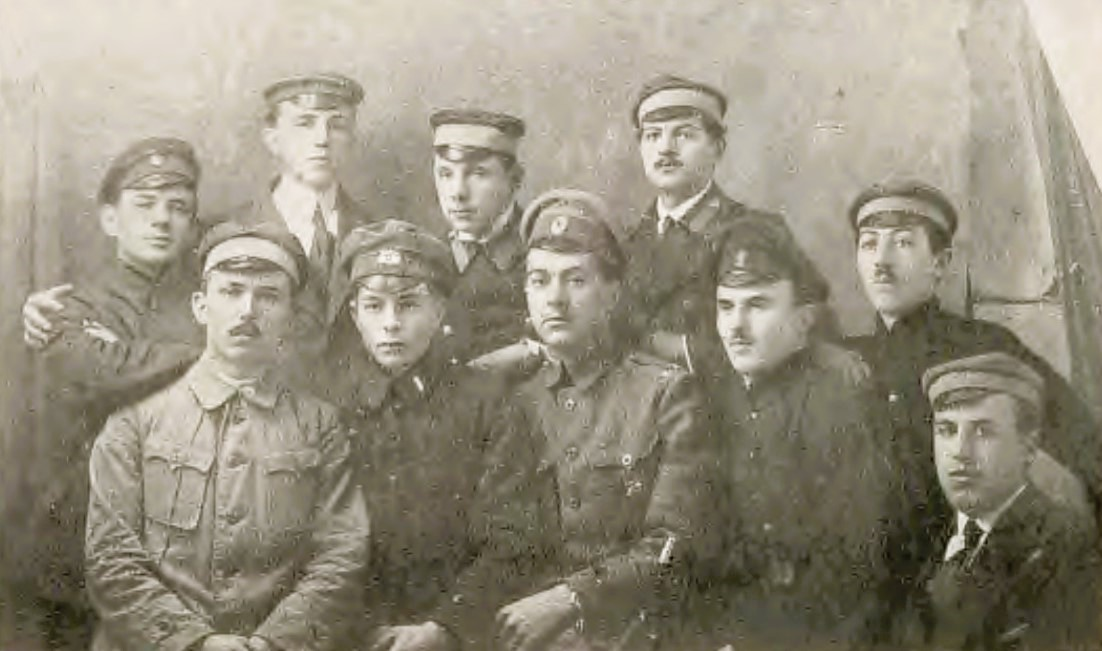
Członkowie POW w Żytomierzu. Aleksander Lisowski (siedzi trzeci od prawej, w mundurze żołnierza armii rosyjskiej)

Aleksander Lisowski, ps. Gileśko (ur. 17 marca 1896 w Krasnosiołce) – polski działacz niepodległościowy, kawaler Orderu Virtuti Militari, major piechoty Wojska Polskiego, wydalony z korpusu oficerskiego za występki przeciwko mieniu, inwalida wojenny.

## Życiorys
Urodził się 17 marca 1896 w Krasnosiołce, w ówczesnej guberni podolskiej, w rodzinie Wincentego i Wincentyny z Krzywickich. W latach 1906–1915 uczył się w I Gimnazjum w Żytomierzu. W lutym 1912 został jednym z siedmiu członków tajnego sprzysiężenia wojskowego pod nazwą „Wywiadowcy Ukraińscy Polskich Drużyn Strzeleckich” w Żytomierzu. Jesienią tego roku został komendantem specjalnego oddziału żandarmerii, którego zadaniem była ochrona organizacji, utrzymanie dyscypliny wewnętrznej, wykonywanie wyroków i zbieranie funduszy na „Skarb i Wojsko”. W następnym roku został mianowany podoficerem. Po wybuchu I wojny światowej należał do grupy wywiadowców, którzy nie uznali rozwiązania organizacji i wznowili jej działalność pod nazwą „Strzelec”. W 1915 organizacja, której był członkiem została włączona w skład Polskiej Organizacji Wojskowej na Ukrainie jako Komenda Okręgu Żytomierskiego.
15 września 1915 został wcielony do armii rosyjskiej, w której ukończył szkołę oficerską w Odessie oraz kursy: karabinów maszynowych, szturmowy i lotniczy w Gatczynie. Był trzykrotnie ranny (26 sierpnia i 3 września 1916 w Małopolsce Wschodniej oraz 22 września 1917 w Besarabii). W grudniu 1917 został zwolniony z armii jako inwalida – zupełnie niezdolny do służby wojskowej (kula utkwiła w płucach obok serca). Służąc w armii rosyjskiej kontynuował działalność w POW, w charakterze instruktora i członka Komendy Naczelnej III. W styczniu 1918 w Kijowie walczył przeciwko bolszewikom po stronie Ukraińców. W marcu 1918 Leopold Lis-Kula mianował go komendantem Okręgu POW w Żytomierzu (Okręg „D”). Na tym stanowisku działał pod pseudonimem Gileśko. Władze miejskie Żytomierza mianowały go komendantem milicji. Latem 1918 zdał obowiązki komendanta okręgu i został wysłany na Kubań.
We wrześniu tego roku wstąpił do 4 Dywizji Strzelców Polskich. Początkowo służył w 13 pułku strzelców polskich, a po przybyciu do kraju w 28 pułku strzelców kaniowskich jako dowódca kompanii i batalionu. 3 maja 1922 został zweryfikowany w stopniu kapitana ze starszeństwem od 1 czerwca 1919 i 272. lokatą w korpusie oficerów piechoty. 10 lipca 1922 został zatwierdzony na stanowisku pełniącego obowiązki dowódcy batalionu w 15 pułku piechoty w Dęblinie. W 1923 pełnił obowiązki dowódcy I batalionu 15 pp. Później został przeniesiony do korpusu oficerów administracji, dział kancelaryjny i przydzielony do Komendy Obozu Warownego Osowiec na stanowisko referenta. Następnie służył w Komendzie Obozu Warownego Wilno na stanowisko referenta. 12 kwietnia 1927 prezydent RP nadał mu stopień majora z dniem 1 stycznia 1927 i 1. lokatą w korpusie oficerów administracyjnych, dział kancelaryjny. W lipcu 1927 został przeniesiony do korpusu oficerów piechoty w stopniu majora ze starszeństwem z 1 stycznia 1927 i 20,2 lokatą z równoczesnym przeniesieniem do kadry oficerów piechoty i przesunięty w DOW Wilno ze stanowiska kierownika kancelarii na stanowisko oficera sztabu. W sierpniu tego roku został przydzielony do Komendy Miasta Toruń (później Komenda Placu Toruń) na stanowisko referenta bezpieczeństwa i dyscypliny. W kwietniu 1930 został przeniesiony na stanowisko oficera placu Suwałki. Z dniem 1 stycznia 1932 zajmowane przez niego stanowisko służbowe otrzymało nazwę „komendant placu”. W latach 1931–1932 pełnił funkcję wiceprezesa Towarzystwa Wiedzy Wojskowej w garnizonie Suwałki. Obowiązki służbowe łączył ponadto z działalnością w Lidze Obrony Powietrznej i Przeciwgazowej, Lidze Morskiej i Kolonialnej oraz Polskim Białym Krzyżu, w charakterze członka miejscowego zarządu.
25 lutego został zawieszony w czynnościach służbowych „z powodu ujawnienia braków powierzonych mu pieniędzy”. Wyrokiem Wojskowego Sądu Okręgowego Nr III w Grodnie z 8 listopada 1934, uzupełnionym przez Najwyższy Sąd Wojskowy uchwałą z 12 lutego 1935, został skazany na rok więzienia i wydalenie z korpusu oficerskiego za występki przeciwko mieniu popełnione na stanowisku komendanta placu w Suwałkach, a polegające na przywłaszczeniu pieniędzy. 14 marca 1935 szef Biura Personalnego MSWojsk., pułkownik Ignacy Misiąg, działając w imieniu ministra spraw wojskowych zarządził bezzwłoczne zwolnienie skazanego ze służby czynnej i przez właściwą powiatową komendę uzupełnień z obowiązku wojskowego oraz skreślenie go z list oficerskich.
Był żonaty z Józefiną Jadwigą z Kudaszów, z którą miał syna Zbysława Bojomira Aleksandra (ur. 2 sierpnia 1920). W czasie II wojny światowej syn został deportowany do III Rzeszy.

## Ordery i odznaczenia
- Krzyż Srebrny Orderu Wojskowego Virtuti Militari nr 7605 – 17 maja 1922 „za czyny w b. POW na Wschodzie (KN III)”[29][1][30]
- Krzyż Niepodległości z Mieczami – 6 czerwca 1931 „za pracę w dziele odzyskania niepodległości”[31][32][33][34]
- Krzyż Walecznych[35][36]
- Medal Pamiątkowy za Wojnę 1918–1921[1]
- Medal Dziesięciolecia Odzyskanej Niepodległości[1]
- Srebrna Odznaka Honorowa Ligi Obrony Powietrznej i Przeciwgazowej[1]
- Medal Zwycięstwa[35]